# Беркер, Джихангир
Джихангир Беркер (тур. Cihangir Berker), при рождении Джахангир-бек Новрузов (азерб. Cahangir bəy Novruzov; 1894, Баку, Бакинская губерния, Российская империя — 17 июля 1958, Измир, Турция) — турецкий бригадный генерал азербайджанского происхождения.
Участвовал в боях за Баку, Карабахе и Зангезуре, Гянджинском и Карабахском восстаниях.
Участник турецкой войны за независимость. Прослужил в турецких вооружённых силах 33 года.

## Биография
Джахангир-бек Юсиф-бек оглы Новрузов родился в 1894 году в Баку в семье военного.
За мужество и отвагу в сражениях тюркское командование прозвало его «Беркер» — «берк ер» (воинственный муж). После принятия в Турции 21 июня 1934 года закона о фамилиях он взял фамилию «Беркер».
До конца жизни жил в простом доме, лишённом всякой роскоши, построенном им в Борнове.
Имел трёх дочерей от супруги Вазифы ханум. Полковник кавалерии в отставке Баба Бехбуд, долгие годы служивший под командованием генерала, в 4-5-м выпуске журнала «Азербайджан» за 1958 год издаваемого в Турции, отмечал, что генерал Джихангир Беркер всю свою жизнь был предан военному делу. Бригадный генерал Джихангир Беркер умер 17 июня 1958 года в 17 часов в своей квартире в Измире от болезни сердца.

## Военная служба
После провозглашения независимости Азербайджана 28 мая 1918 года он вместе со своими родственниками полковниками Теймур-беком Новрузовым, полковником Казим-беком Новрузовым и двоюродным братом майором Рустам-беком Новрузовым присоединился к армии Республики. Отдельно он принимал участие в Бакинском походе, завершившемся победой с середины июня по 15 сентября, а также в Бакинском сражении вместе с Кавказской исламской армией в составе Азербайджанского корпуса.
После освобождения Баку от оккупации 15 сентября 1918 года 23 сентября 1918 года началось карабахское движение. В состав сил, участвовавших в карабахском движении, входили 9-й и 106-й турецкие полки, национальные добровольческие отряды и 1-я азербайджанская дивизия. Артиллерийская батарея под командованием старшего лейтенанта Джахангир-бека Новрузова входила в состав 1-й Азербайджанской дивизии. 4 октября Кавказская исламская армия начала наступление в направлении Шуши, начиная с Агдама. После непрерывного огня других артиллерийских батарей 1-й Азербайджанской дивизии совместно с артиллерийской батареей Джахангир-бека силы противника в районе села Эйри обратились в бегство и рассеялись. 8 октября 1918 г. город Шуша был полностью очищен от армяно-дашнакских войск и в Шушу вошла Кавказская исламская армия.
С октября 1918 года он участвовал в боях против армянских сепаратистов, учинявших массовые убийства мирных жителей в Карабахе и Зангезуре, с артиллерийской батареей, которой он был командиром.
В апреле 1920 года в звании капитана сражался против 11-й Красной Армии, после русской оккупации, покинув Азербайджан, перешёл в Иран. После недолгого пребывания там, вместе с полком перешёл в Эрзурум и присоединился к армии Кязыма Карабекир-паши. В 1921 году во время сражения под Берной вблизи Бенлиахмет, инициированного дашнаками, особо отличился, нанося удары артиллерийским огнём по вражеским самолётам.
Впоследствии он успешно сражался в военных походах против Шейх Саида и Агры. В 1928 году для повышения образования поступил в Военную школу. После успешного окончания школы Топчулар в 1929 году был удостоен чина полковника. 30 августа 1948 года за боевое отличие на посту командира артиллерийского полка в Кютахья удостоен звания бригадного генерал. Служил в должности командира Измирского укреплённого района и тыла. В 1953 году подал в отставку по возрасту. 

### Гянджинское и Карабахское восстания
После оккупации республики участвовал в Гянджинском восстании против большевиков в мае 1920 года в составе 1-й стрелковой дивизии вместе с другими частями азербайджанской армии и добровольческими отрядами. После участия в обороне Гянджи в течение нескольких дней он отправился в Карабах, где в июне 1920 года участвовал в карабахском восстании под руководством Нуру-паши. После разгрома восстания они с боями вместе с уцелевшими бойцами кавалерийского и пехотного полков Республиканской армии отступили в направлении Гарягина и Джабраила, форсировали реку Араз и вошли в Иран.
21 марта 1920 года армяно-дашнакские отряды внезапно атаковали позиции расположенного в Аскеране Джаванширского пехотного полка, захватили Аскеранскую переправу и подняли мятеж. 26 марта 1920 года азербайджанская армия нанесла широкомасштабный удар по войскам Дрона в направлении Аскерана. В качестве офицера национальной армии Джахангир-бек Новрузов также участвует в боях с артиллерийской батареей. Ожесточённые бои, начавшиеся в Аскеране, закончились победой азербайджанской армии. Силы противника были полностью уничтожены в боях, продолжавшихся до середины апреля.

### Война за освобождение
После разгрома восстания против советской оккупации часть оставшихся солдат Армии Азербайджанской Республики переправилась через Зангезур и направилась в Нахчыван, а часть направилась в Турцию со стороны Худафарина в Иран. При подходе к границам Турции Нух-бек Софиев, возглавлявший азербайджанские войска, передал командование Самед-беку Рафибейли. Под предводительством Самед-бека они сначала дошли до Восточного Баязита, а затем в июне-июле дошли до Гасангала и Эрзурума. Полк и артиллерийская батарея были отправлены в Восточную армию под командованием Казыма Карабекир-паши (XV корпус) чинов. Джихангир Беркер был одним из 56 офицеров азербайджанской части численностью 1200 человек.
С осени 1920 года по начало 1921 года участвовал в Восточном движении, закончившемся очищением Восточной Анатолии от армян. Участвовал в боях за отвоевание Сарыгамыша, Карса, Гюмри. В одном из боёв в направлении Карса получил осколочное ранение в рот. После восточного движения отправляется на западный фронт с артиллерийской батареей. У деревни Бенлиахмет в Карсе Берна особенно отличился тем, что метким огнём своих пушек отгонял вражеские самолёты с поля боя в полевой войне. Участвовал в боях, в результате которых Измир был освобождён от греческой оккупации. В 1923 году он был награждён медалью «Независимость» за заслуги в турецкой войне за независимость. После Войны за независимость остался в армии и продолжил военную службу.
В 1925 году участвовал в подавлении мятежа шейха Саида, в 1926—1927 годах в подавлении II Агрийского мятежа. После окончания школы в 1929 году получил звание «майора». Он был командиром артиллерийского полка, подчиненного Главкому в Кютахье.
8 августа 1948 года ему было присвоено звание бригадного генерала. Он служил командиром гарнизона в Измире, а затем командующим внутренней области Вышел на пенсию в 1953 г. по возрасту.

## Семья
Джихангир Беркер (Джахангир-бек Новрузов) — представитель военной семьи Новрузовых из села Говлар Товузского района. К этому поколению относятся такие военные, как генерал-лейтенант Мирза Гаджи-бек Новрузов, гвардии полковник Керим-бек Новрузов, генерал-майор Теймур-бек Новрузов, майор Рустам-бек Новрузов. Согласно писаниям Джахангир-бека, его дед Карим-паша был командиром внутренней охраны русского царя, а отец Юсиф-бек Новрузов был командиром 13-го кавалерийского полка.

В письме, которое он написал своей дочери 20 января 1958 года, он написал следующее о своей семье.
"Моя мать — дочь бека Миралаи Заура из племени кабардай. Этот человек, то есть мой дед, после отставки удалился в свое имение под Губой. Его фамилия Новрузов. Новрузов — это и наша фамилия, то есть мой дед. "Моя мать Лейли вышла замуж за моего отца до того, как окончила женское училище в Баку. Мой отец был таким же. В то время Драгун был старшим лейтенантом 44-го Нижегородского кавалерийского полка. Мы были детьми этой семьи, трое мальчиков и одна девочка. Старший из нас был Теймур бей. Он служил в 44 полку в Первую мировую войну, где служил и мой дед. Азербайджанская Республика после ее образования была назначена командиром кавалерийской дивизии. Мой второй брат был Казим-бей. В годы Первой мировой войны был командиром 2-й батареи в артиллерийской бригаде 33-й стрелковой дивизии русских. Во время азербайджанского правительства был командиром артиллерийской бригады в звании подполковник. Казым был женат. У него был сын Джабраил. Если бы он был жив сейчас, то ему было бы 47-48 лет. Моя сестра Зумруд вышла замуж за Таштан-бея из династии Шамхалогулларов Крыма, когда ей было еще 18 лет. Наш зять тоже был подполковником Крымского кавалерийского полка. Я был младшим в семье. Когда началась Первая мировая война, мне было 18 лет и я служил лейтенантом (лейтенантом) в кавалерийской части драгунского полка. Я уехал из Азербайджана, когда моему деду Кариму-паше было 96 лет. Мой дед был командиром внутренней охраны русского царя и не уходил в отставку до последних дней. Его жизнь — длинная история.
Во время службы в Эрзуруме Джихангир Беркер познакомился с Васфией Ханум, дочерью покойного Мамеда Арзаг-бека, который был адвокатом Эрзурума советником Османского совета. После свадьбы в 1929 году у них родилось трое детей по имени Гюнгор, Гюнач и Айнур. Госпожа Гюнгор вышла замуж за Орхана Агполада, сына полковника Мамеда Агполада из Гянджи, друга Джихангира Беркера..

## Источник
- Шамистан Назирли. Жизнь генерала Алиаги Шыхлинского (140-летию со дня рождения). — Баку, 2005.